# Campodorus latiscapus
Campodorus latiscapus är en stekelart som först beskrevs av Thomson 1894.  Campodorus latiscapus ingår i släktet Campodorus och familjen brokparasitsteklar. Arten är reproducerande i Sverige. Inga underarter finns listade.